# Madame Berkeley
ʽMadame Berkeley’ est un cultivar de rosier obtenu en 1898 par le rosiériste français Pierre Bernaix, fils et successeur d'Alexandre Bernaix. Il était très prisé au début du XXe siècle.

## Description
Il s'agit d'un rosier thé qui présente un buisson érigé de taille moyenne pouvant atteindre 120 cm pour autant de largeur. Il montre de longs boutons ovoïdes et des fleurs bien turbinées de couleur rose saumon, avec parfois des ombres dorées au centre, très parfumées,. Elles sont grosses et doubles. La floraison est remontante tout au long de la saison.
Ce rosier craint les hivers trop froids; il est bien adapté au climat méditerranéen et supporte la chaleur. Il a besoin de soleil pour s'épanouir et faire éclater son coloris subtil.
Ce rosier aux fleurs impeccables est surtout commercialisé aujourd'hui dans les pays anglo-saxons, avant tout aux États-Unis et en Australie, ainsi que dans une moindre mesure en Italie. On peut notamment l'admirer à la roseraie municipale de San José aux États-Unis.